# Bergsturz von Bondo
Koordinaten: 46° 18′ 5″ N, 9° 36′ 10″ O; CH1903: 766719 / 130075
Der Bergsturz von Bondo ereignete sich an der Nordflanke des Piz Cengalo (3369 m ü. M.) in den Bergeller Alpen im Schweizer Kanton Graubünden. Nach vorherigen Felsabbrüchen und Muren in den Jahren 2011 und 2012 kam es am 23. August 2017 zum grössten Bergsturz in Graubünden seit Jahrzehnten, der acht Menschenleben forderte. Murgänge durch das Val Bondasca erreichten den etwa vier Kilometer entfernten Ort Bondo im Bergell und führten dort zu Evakuierungen und Zerstörungen.

## Situation

### Für das Dorf Bondo
Das 200-Einwohner-Dorf Bondo, in der politischen Gemeinde Bregaglia, Region Maloja, liegt im Val Bregaglia (der Talung Bergell der oberen Mera oder auch Maira genannt), zwölf Kilometer östlich von Chiavenna unweit der italienischen Grenze auf 823 m ü. M. Hier mündet von Südosten das Seitental Val Bondasca, am südlichen Talschluss erhebt sich nur fünf Kilometer vom Dorf entfernt der Piz Cengalo als Teil der Sciora-Gruppe.
Die Bedrohung des Ortes besteht nicht direkt durch Felsstürze aus der Bergflanke, sondern primär durch Geschiebetransport im Bach Bondasca. Dieses Risiko ist mindestens seit den Bergstürzen von 2011 und dem darauf folgenden Murgang von 2012 bekannt, weshalb im Dorf ab 2013 ein Auffangbecken für 50.000 m³ Geschiebe (dank einkalkuliertem Freibord bis 200.000 m³) geplant und gebaut wurde sowie die üblichen Warnanlagen mit Reissleinen und Pegelmessungen installiert wurden. Ab 2012 erfolgten periodische Radarmessungen der Nordostflanke des Cengalo.

### Für das Bondasca-Tal
Das kleine Bondasca-Tal (Val Bondasca) fällt auf seinen letzten zwei Kilometern auf Bondo zu steil in das Haupttal ab. Oberhalb dieser Stufe befinden sich kleine Maiensässe oberhalb von Prä/Selvartigh auf um 1150 m ü. M. bei Lera/Laret auf um 1300 m ü. M., diese ohne direkte Zufahrtsmöglichkeiten, dazu kamen zwei Wanderwege ohne weitere Infrastruktur. Das Tal wurde somit extensiv genutzt. Oberhalb der nutzbaren Flächen befand sich ein Gletschervorfeld unter den Gletschern Vadrec dal Cengal/Vadrec da la Bondasca. Das Gebiet des Piz Cengalo ist eine Verwerfungszone und war seit jeher bei Bergsteigern als steinschlaggefährdet bekannt. Der Berg besteht aus eher jungem Bergeller Granit (Granodiorit), in der steilen Nordflanke des Cengalo hätte der Rückgang des Permafrosts zur Instabilität des darunterliegenden Gesteins geführt.
|  | Im rechten Bilddrittel befindet sich der Piz Cengalo. Die Felsmassen stürzten im Dezember 2011 und im August 2017 in den Talkessel des Val Bondasca, in der Bildmitte. Das vom Murgang betroffene Dorf Bondo liegt unten im linken Bilddrittel (Luftaufnahme von 1954) |  | Nordostflanke des Piz Cengalo 2008 vor dem ersten Bergsturz, Abbruchzone markiert. Erkennbar ist die talwärts geneigte Zerklüftung der Wand. |

## Bergsturz 2011

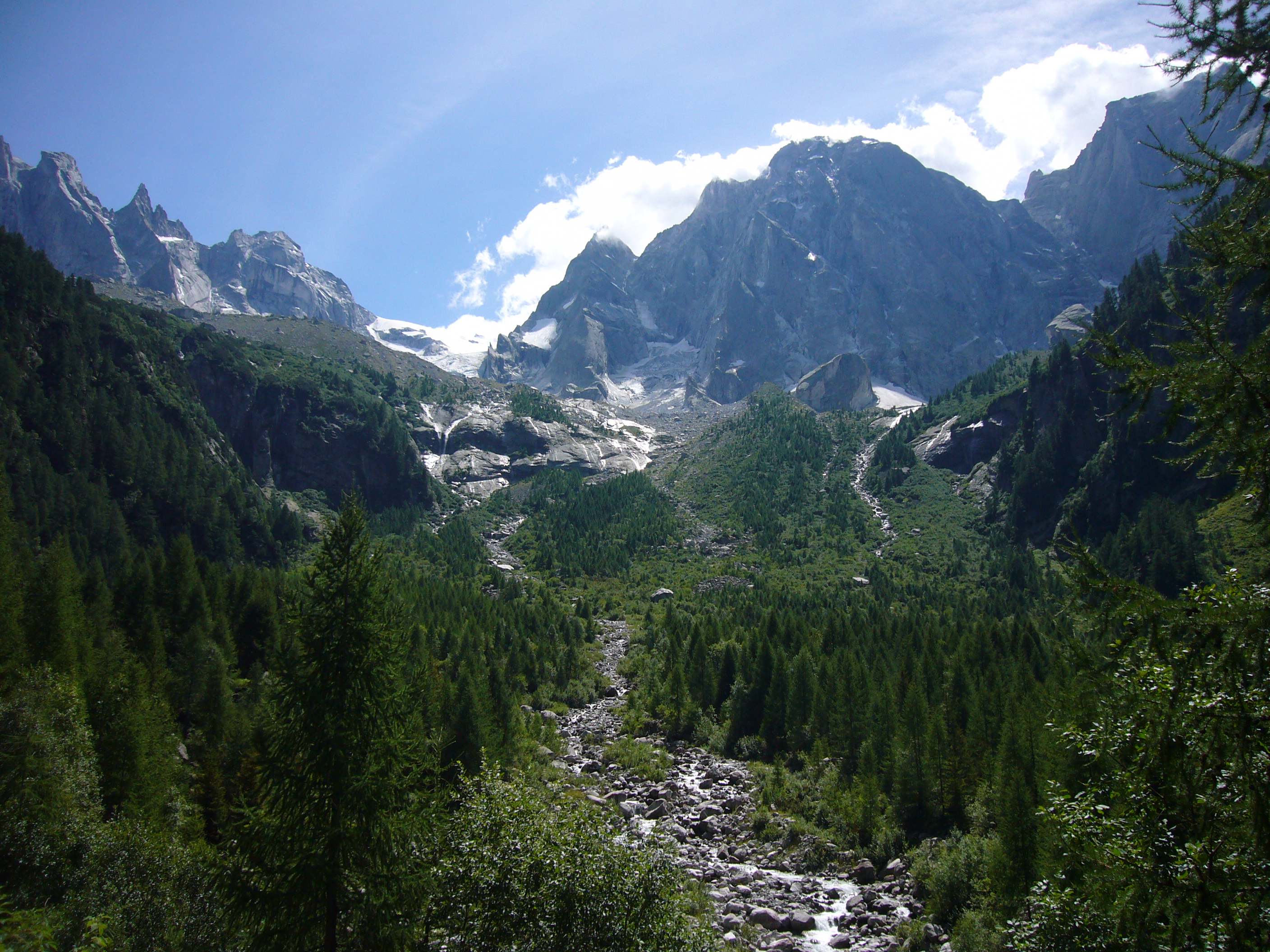
Val Bondasca östlich von Laret im Jahr 2008 – im Hintergrund der Piz Cengalo und dessen Abbruchnische etwa in der oberen Bildmitte. Beim Bergsturz im Dezember 2011 wurde der junge Wald in der Bildmitte verschüttet.

Im Sommer 2011 nahm die Sturzaktivität in der Nordwand des Piz Cengalo zu. Das Gebiet wurde darum erstmals geologisch beurteilt. Aufgrund dieser Beurteilung wurde der Verbindungsweg «Viale» zwischen den Berghütten Sciora und Sasc-Furä direkt unter dieser Nordwand gesperrt. Nach zwei grossen Felsstürzen am 27. Dezember 2011 folgte gleichentags der Bergsturz; um etwa 19 Uhr abends stürzten 1,5–2 Millionen Kubikmeter Fels aus der Cengalo-Nordwand. Diese blieben in der hinteren Bondasca liegen. Der Erdbebendienst der ETH Zürich registrierte einen Erdstoss mit einer Magnitude von 2,7. Das Ereignis blieb von der Öffentlichkeit weitgehend unbeachtet, obschon es sich bereits hier um einen der grossen Felsstürze der jüngeren Schweizer Geschichte handelte.
Einige bekannte Kletterrouten am Cengalo wurden zerstört. Der Wanderweg Vial zwischen Sasc-Furä- und Sciorahütte (T4 nach SAC-Skala) wurde verschüttet und war seither wegen hoher Steinschlaggefahr gesperrt, wurde aber nach wie vor auf eigene Gefahr begangen. Ungesperrt blieben die Zustiegswege zu den weiterhin bewarteten Hütten Sasc-Furä und Sciora. Warnungen bei den Hütten, an Wanderwegen und im Dorf wiesen in vier Sprachen auf die Gefahren hin, und vor „längerem Verweilen“ auf bestimmten Wegabschnitten wurde gewarnt.
Im Sommer 2012 ereigneten sich dann mehrere Murgänge entlang des Bachs, insbesondere ein grosser am 25. August 2012 nach einem Gewitter, der mit etwa 100'000 Kubikmetern Geschiebe kurz vor dem Ort zum Stehen kam. Er blieb ohne grössere Schadwirkung, verwüstete aber den örtlichen Campingplatz.
In Folge wurden umfangreichere Verbauungen begonnen und ein Monitoring- und Alarmsystem installiert:
- Am Nordostrand von Bondo, unmittelbar vor der Brücke der Hauptstrasse 3 und der Mündung der Bondasca in die Maira, wurde ein Überlaufbecken für 50'000 Kubikmeter Geschiebe errichtet.[2] Eine gut 500 Meter lange und zwei Meter hohe Betonmauer schützt das Dorf, das sich mit einigen Häusern zu nah in die Gefahrenzone ausgedehnt hatte.[10] Das Projekt wurde im August 2013 vom Bergeller Stimmvolk bewilligt,[2] und 2014–2015 umgesetzt.[14] Durch die harte Verbauung mit Betonmauern konnte das Projekt mit 5,3 Mio. Franken (anstatt 7 Mio. mit einem Erddamm) realisiert werden.[2] Dem Wakkerpreis des Schweizer Heimatschutzes für «gelungene Symbiose von Siedlung und Landschaft», den die Gemeinde Bregaglia 2015 bekam, stand das Projekt, bei dem auch der kantonale Denkmalschutz beigezogen worden war,[14] nicht im Wege.[15]
- Reissleinen über dem Bondasca-Bach, etwa einen Kilometer oberhalb von Bondo, sorgen dafür, dass im Tal die Strassenampeln auf Rot geschaltet werden, und die Verantwortlichen von Gemeinde und Kanton mittels SMS alarmiert werden.[16][10][2] Dieses System erlaubt eine Vorwarnzeit von 4 Minuten, bis die vergleichsweise langsamen Murgänge den Ort erreichen.[17] Zusätzlich liefern Kameras und ein Pegelstandradar Daten zur Wasserführung, um die Murgefahr zu beurteilen.[10]
  - Ausserdem wurden umfangreiche Beobachtungs- und Forschungstätigkeiten begonnen, so durch die Arbeitsgemeinschaft Alpenländer (Arge Alp) zusammen mit dem Amt für Wald und Naturgefahren (AWN) Graubünden, der Gemeinde Bregaglia, die Expertenbüros Bonanomi AG und Terrarsense, ETH Zürich, Amt für Geologie in Bozen und WSL-Institut für Schnee- und Lawinenforschung (SLF). Mit Radar, Laserscan und Infrarot wurde der Rückgang des Permafrosts und das Gesteinsprofil vermessen und überwacht (Projekt Einfluss von Permafrost auf Berg- und Felsstürze, 2012–2015)[18][19]

Die spezielleren Ursachen des Bergsturzes 2011 blieben aber ungeklärt, das Ereignis im Hochwinter könnte durch ausfrierendes Kluftwasser verursacht worden sein. Das Gewitter 2012, das die grosse Mure verursachte, war nicht besonders intensiv. In den folgenden Jahren gab es weitere kleine Nachstürze, auch ohne Frosteinwirkungen. Insgesamt wurde um 2015 von weiteren 3,3 Mio. Kubikmetern instabilem Material am Pizzo Cengalo und einem kommenden Grosssturz von 2 Mio. Kubikmetern ausgegangen. Bis 2017 wurde im Rahmen der Messung eine Verschiebung der Bergflanke bis zu 10 cm festgestellt. 2015 waren die Bauten zu 70 Prozent erstellt.

## Ereignisse 2017
Nachdem Geologen Ende Juli 2017, bei den letzten Messungen vor dem Ereignis, stark erhöhte Felsbewegungen mit etlichen kleineren Felsabgängen festgestellt hatten, wurden die Warnungen am 14. August ergänzt um die Mitteilung, dass sich ein weiterer Bergsturz ankündige: Mit dem Niedergang sei in den kommenden Wochen und Monaten zu rechnen. Ebenso wurde ein Betretungsverbot für die Maiensässe in der Bondasca verhängt. Gleichwohl sahen die Experten zu diesem Zeitpunkt noch keinen Grund zur Beunruhigung und glaubten eher, die instabile Flanke würde in kleineren Teilen abgehen.
Am 21. August löste sich auf der Rückseite des Pfeilers, also aus der Nordwestflanke, ein Felssturz. Dieser wurde nicht als Vorbote für einen Bergsturz aus der Nordostflanke interpretiert, sondern es wurde davon ausgegangen, dass auch auf der Nordostflanke einem Bergsturz solche Felsstürze vorausgehen würden.

### Ereignis vom 23. August 2017
Am Mittwoch, dem 23. August 2017, 09:30 Uhr MESZ, kam es zu einem noch grösseren Bergsturz als 2011, mit einem Abbruch von 3 Millionen Kubikmetern Gestein und einer Geschwindigkeit von 250 Kilometern pro Stunde. Unmittelbar nach dem Stillstand des Bergsturzmaterials kam es zu einem Murgang entlang der Bondasca. Das automatische Überwachungssystem löste erstmals seit der Installation aus, daraufhin wurde das Dorf mit 200 Einwohnern vollständig evakuiert.
Die Mure fuhr nach der engen Schlucht zwischen Prä und Bondo mit enormen Geröllmassen auf bis zu 100 Meter Breite durch die Weitung der Bondasca zwischen Bondo und Promontogno, blieb aber durch ein nach dem Bergsturz von 2011 im Flusstal gebautes Auffangbecken im Dorf selber ohne gravierendere Folgen.
Insgesamt wurden zwölf Ställe und Maiensässe in der Val Bondasca und vier Gebäude in Bondo zerstört oder beschädigt. Die Betonbrücke der Hauptstrasse 3 – der Talstrasse des Bündner Südtals, die zwischen Stampa und Castasegna gesperrt worden war – über den Bach wurde von Geröll und Schlamm überlagert und verschoben.
Die verbliebenen Personen in den Hütten Sciora und Sasc Furä wurden noch am Tag des Ereignisses per Hubschrauber ausgeflogen.
Die Bewohner des alten Dorfkerns konnten bereits am folgenden Freitag, dem 25. August, in ihre Häuser zurückkehren.
Nach dem grossen Bergsturz wurden acht Berggänger vermisst, die in Zweiergruppen unterwegs waren und aus Deutschland, Österreich und der Schweiz stammten. Alle acht hatten in der Sciorahütte übernachtet; zwei von ihnen wollten auf der seit 2011 dauerhaft aus dem Wegnetz entfernten Route zur Sasc-Furä-Hütte aufsteigen, die sechs anderen nach Bondo absteigen. Die Zahl der Vermissten betrug zeitweise 14 Menschen; eine anfänglich vermisst geglaubte Gruppe von sechs Wanderern wurde später in Italien ausfindig gemacht. Die Suche im Raum der Massenbewegungen wurde nach dem zweiten Murgang endgültig eingestellt. Nach dem Murgang erfolgte ein Einsatz der Schweizer Armee, die subsidiäre Hilfe in den Bereichen Räumung, Geologische Überwachung, Kommunikation und Wegweisung Unbefugter leistete.
Die Wasserfassung der EWZ bei Prä, vor der letzten Schlucht vor Bondo auf zirka 1080 Meter über Meer, wurde vom Murgang überfahren und blieb bis 2022 unter dem Schutt funktionslos. Es handelt sich um ein kleineres Kraftwerk mit einer durchschnittlichen Jahresproduktion von zirka 18 GWh, dessen Wasserfassung nach den Ereignissen nach einer Planauflage im 2022 ab 2023 neu erstellt wurde. Dazu war es notwendig, unter Marlun eine neue Brücke für die Zufahrtsstrasse zu erstellen, welche die Bodasca direkter und damit höher über dem Wasser quert, als die alte, durch den Murgang beschädigte und danach abgerissene Steinbrücke. Nach dem Ausbaggern des alten Standortes ab 2022 wurde dort eine neue Wasserfassung als Tirolerwehr erstellt und das Kraftwerk im Mai 2025 wieder in Betrieb genommen. Dazwischen hatte im August 2023 eine weitere Mure diese Baustelle erreicht.
Während der Bergsturz von den Geologen in einer Computersimulation sehr genau vorausberechnet wurde, war man vom unmittelbar einsetzenden Murgang überrascht worden, denn es gab zur fraglichen Zeit keinen Niederschlag. Zum aussergewöhnlichen Ereignis geführt hat vielmehr der Sturz der abgebrochenen Gesteinsmassen auf den unterhalb liegenden kleinen Gletscher. In Sekundenschnelle ist dadurch viel Eis abgetragen, pulverisiert und zum Teil geschmolzen worden. Das frei gewordene Wasser hat die abgestürzten Trümmer weiter in Bewegung gehalten und den gewaltigen Schuttstrom geformt, der sich durch das Val Bondasca bis in den Talboden bei Bondo ergoss. Beim Abgang der Masse wurde auch Grundwasser aus dem Talboden mitgenommen.

### Ereignis vom 25. August 2017
Am Nachmittag des 25. August kam es zu einem weiteren Felsabbruch und erneuter Murenbewegung. Hierbei wurden zwei Bagger im untersten Bereich beim Dorf verschüttet. Gerade zurückgekehrte Bewohner wurden umgehend wieder evakuiert. Am folgenden Tag wurde auch die Rückkehr in ein risikoreicheres Gebiet erlaubt.
Die Beseitigung des Geschiebematerials im Ort wurde unter Einsatz von schwerem Gerät eines spezialisierten Zürcher Bauunternehmens in Angriff genommen. Das Elektrizitätswerk der Stadt Zürich wurde gebeten, zusätzliches Wasser aus dem Kraftwerkssystem in das Flussbett der Maira zu geben, um Geschiebe abzutransportieren und sich eine Rinne bilden lassen.
Seit den Ereignissen wurden der Abbruchbereich mittels Laserscan neu vermessen und mögliche weitere Bewegungen per Radar überwacht. Fünfhunderttausend bis eine Million Kubikmeter Fels galten noch als absturzgefährdet. Im hinteren Bondascatal stauten sich noch Geröllmassen auf bis zu 40 Metern Mächtigkeit.

### Ereignis vom 31. August 2017
In der Nacht von 31. August auf 1. September erreichte erneut eine grosse Mure die Bergeller Talsohle bei Bondo. Sie füllte das in den Tagen zuvor teilweise entleerte Auffangbecken, passierte die neue Kantonsstrasse und füllte das Bachbett der Maira. Auch die alte Kantonsstrasse auf der rechten Talseite wurde nun mit Schlamm überdeckt. Die Bewohner und Hotelgäste im dortigen Ortsteil Spino wurden in Sicherheit gebracht.
Nach diesen Murgängen war die Brücke bis zu 3 Metern von Schutt überdeckt. Die tägliche Räumleistung belief sich auf 10'000 Kubikmeter Material, so dass mit einem Zeitraum von zwei Monaten gerechnet wurde, um das mit 400'000 Kubikmeter gefüllte Auffangbecken wieder zu leeren. Von insgesamt 200 Helfern waren jeweils ca. 50 vor Ort im Einsatz. Menschen hatten nur zeitweise Zugang zu den evakuierten Ortsteilen Bondo, Spino und Sottoponte. Aus Sicherheitsgründen war die Durchfahrt auf der Kantonsstrasse bei Bondo in der Nacht gesperrt. Bis zum 8. September wurden 2 Millionen Franken Spenden für Bondo gesammelt, und die Gemeinde erhielt rund eine Million Franken an direkten Hilfsgeldern vom Staat.

### Ereignis vom 15. September 2017
Während zweier Stunden am späten Abend brachen vom Piz Cengalo weitere 200'000 bis 500'000 Kubikmeter Gestein ab. Der Abgang war zuvor für den Morgen des 16. September erwartet worden. Ein Murgang blieb bei diesem Ereignis aus. Die Menge des abgegangenen Gesteins war längere Zeit unklar, womit auch über die verbleibende Gefahr keine Aussage gemacht werden konnte.

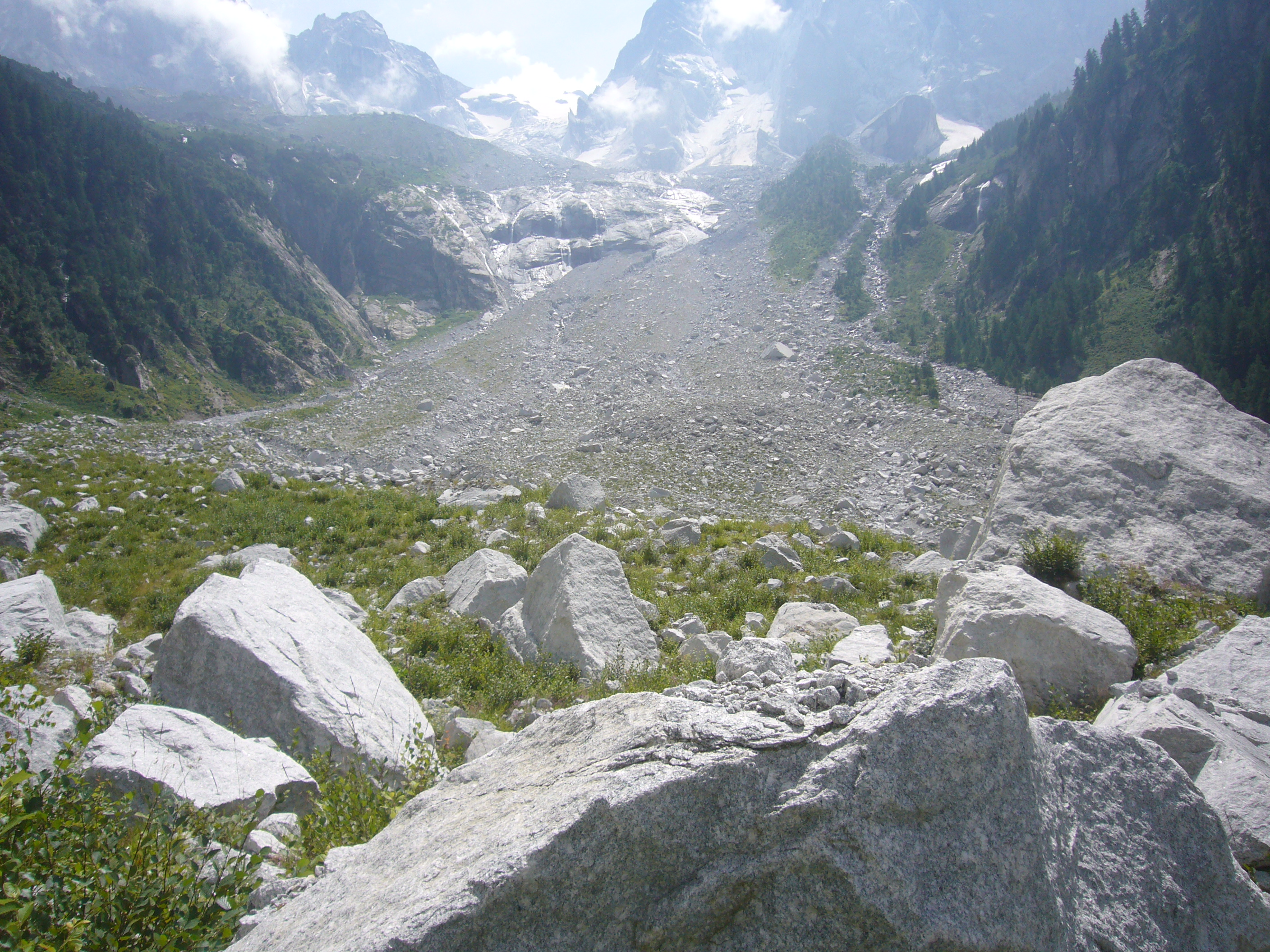
Val Bondasca Schuttkegel mit 6 Jahre alter Vegetation

### Evakuierung und Rückkehr
Nach fast zwei Monaten Evakuierung konnte ein grösserer Teil der Bewohner ab Mitte Oktober wieder in ihre Häuser zurückkehren. Gleichzeitig wurde immer noch während 20 Stunden täglich an der Leerung des Rückhaltebeckens gearbeitet. Im November lebten die meisten Bewohner wieder im Dorf. Im Dezember 2017 war von einer Schadenssumme von rund 41 Millionen Franken ausgegangen worden. Bei 99 Gebäuden aller Art waren Schäden entstanden, wovon ein Drittel nicht zu retten war.
In Rekordzeit wurde eine Hängebrücke geplant und ausgeführt, dank welcher Bondo und Promotogno für Fussgänger wieder direkt verbunden waren. Ab 26. April 2018 konnte die mit einem Rotlicht zur Sperrung im Notfall versehene Brücke begangen werden.
Die Strafuntersuchung zu den Todesfällen wurde im Sommer 2019 von der Staatsanwaltschaft eingestellt, da keine Fahrlässigkeit habe festgestellt werden können. Angehörige klagten bis vor Bundesgericht, welches Staatsanwaltschaft und Kantonsgericht aufforderte, zu prüfen, ob sie sich auf den Bericht des AWN (Amt für Wald und Naturgefahren Graubünden) verlassen könnten. Im Februar 2023 wurde publik, dass das Bündner Kantonsgericht den Experten des Gutachtens für befangen erklärte. Damit wurde das Verfahren erneut aufgerollt und ein neuer Gutachter musste gesucht werden. Der von der Bündner Staatsanwaltschaft beauftragte Gutachter schrieb laut Medienberichten im Dezember 2023 unter anderem, der Bergsturz hätte sich «durch zahlreiche Vorboten angekündigt.» «Diese Vorboten mussten nicht zwangsläufig zu einem Bergsturz ‹in den nächsten Tagen› führen, aber eine solche Entwicklung konnte auch nicht ausgeschlossen werden». Ende Januar 2024 wurde ein neues Verfahren gegen 5 Personen wegen fahrlässiger Tötung eingeleitet und im Juli 2024 Anklage erhoben. Der Prozess wird voraussichtlich 2025 vor dem Regionalgericht Maloja in St. Moritz stattfinden. Eine Expertin für Alpinrecht erklärte, das Gericht müsste feststellen, dass die Verantwortlichen nachweislich gewusst hätten, was ein Bericht nachträglich schlussfolgerte. In den Bergen gelte das Prinzip der Eigenverantwortung, würde man stattdessen «bei jedem Risiko Wanderwege schliess(en)», könnte man nicht mehr in die Berge. Es war allgemein bekannt, dass der Zugang zur Sasc Furä-Hütte durch das eigentlich gesperrte Bondasca-Tal auch in den Folgejahren genutzt wurde.
Im Juni 2019 wurde ein neuer, aber nicht familientauglicher Alpinweg eröffnet, der den Zugang zu der wiedereröffneten Sasc-Furä-Hütte ermöglichte. Der neue Wanderweg umgeht das mittlere Val Bondasca und erreicht die Hütte von oben. 2025 wurden Mittel gesammelt, um wieder einen Weg durch das Bondasca-Tal zu erstellen, wofür eine neue Brücke benötigt wurde.
Die Sciorahütte blieb derweil bis Juli 2025 geschlossen, schon für 2023 war die Fertigstellung eines Ersatzweges erhofft worden, welcher jedoch 2024 immer noch im Bau war mit vier zwischen 35 und 69 Meter langen Hängebrücken hoch an der Nordflanke der Val Bondasca. Der neue Weg erreicht bei Naravedar auf rund 1800 Metern Höhe den Verlauf des alten Hüttenweges. Bereits im April 2025 lagen Buchungen für die Hütte nach ihrer Wiedereröffnung im Juli 2025 vor. 	
Der ebenfalls offiziell seit 2017 geschlossene Übergang zur Capanna da l’Albigna über die Cacciabella wurde vor der Wiedereröffnung der Hütte erneuert.

## Felsbewegungen am Cengalo seit 2018
Auch im August 2018 und 2019 bewegte sich der Piz Cengalo.
Im August 2018 bewegte sich in der Abbruchflanke der Fels schubweise um bis zu 2,5 cm pro Tag; weitere 3 Millionen Kubikmeter könnten laut Schätzungen in naher oder ferner Zukunft abstürzen. Im Juli 2018 erfolgte auch eine weitere Suche nach den acht seit 2017 vermissten Berggängern. Die Geröllmassen im Tal der Bondasca wurden mit einer Mächtigkeit von bis 35 Meter angegeben.
Am 14. August 2019 ereignete sich erneut ein kleiner Felssturz am Piz Cengalo, richtete jedoch in Bondo keinen Schaden an. Laut Anna Giacometti, der Gemeindepräsidentin von Bregaglia, soll der Berg bis 2023 permanent überwacht werden, da es noch instabile Gesteinsmassen gibt. Mehrere kleine Bergstürze seien besser als ein grosses Ereignis. Schliesslich wurde die permanente Überwachung im Jahr 2025 eingestellt.

## Verbauungen
Massive und grossflächige Verbauungen längs des Laufes der Bondasca sollen weitere Verwüstungen verhindern.

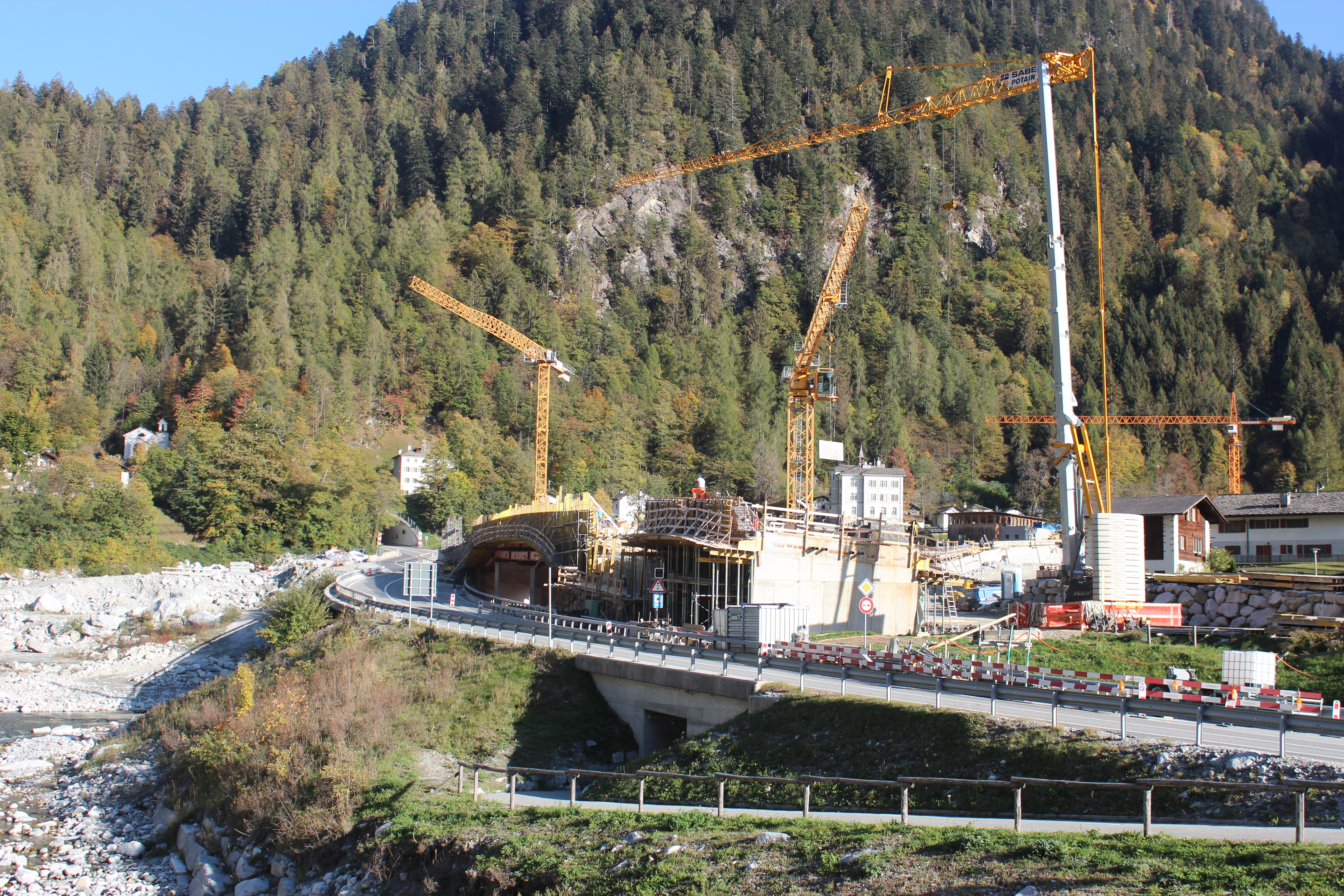
Die Hauptstrasse wird höhergelegt (Oktober 2022)
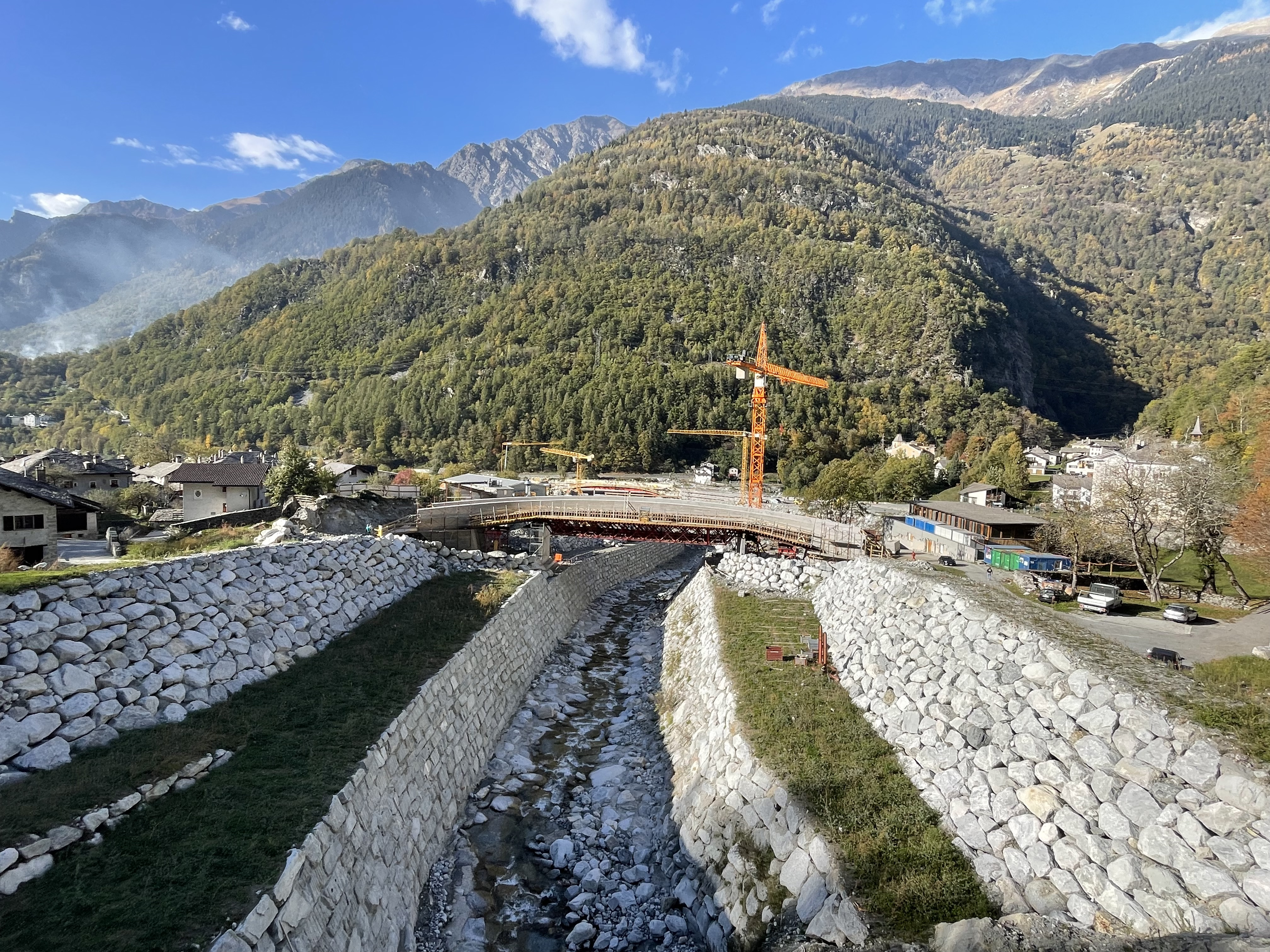
Das Bachbett der Bondasca wurde verbreitert (Oktober 2022)